# 1954 في العراق
فيما يلي قوائم الأحداث التي وقعت خلال عام 1954 في العراق.

## سياسة

### تعيين في المنصب
- 8 مارس – عبد المجيد القصاب وزير الصحة (العراق).
- 3 سبتمبر – محمد حسن سلمان وزير الصحة (العراق).

### انتهاء فترة المنصب
- 28 أبريل – عبد المجيد القصاب عضو مجلس النواب العراقي،وزير الصحة (العراق).

## مواليد

### يناير
- 1 يناير – أبو مهدي المهندس
- 1 يناير – أحمد مطر شاعر عراقي.
- 1 يناير – جواد الشهرستاني
- 1 يناير – حاجم الحسني سياسي عراقي.
- 1 يناير – رافع عبد اللطيف طلفاح التكريتي
- 1 يناير – سعدون الدليمي سياسي عراقي.
- 1 يناير – عادل خضير لاعب كرة قدم عراقي.
- 1 يناير – نجيبة أحمد
- 1 يناير – وليد حامد توفيق سياسي عراقي.

### يونيو
- 1 يونيو – سعاد جواد مؤلفة، مدبلجة، مخرجة، ممثلة.

### يوليو
- 1 يوليو – هادي العامري سياسي عراقي.
- 15 يوليو – أكرم أحمد سلمان

### أغسطس
- 20 أغسطس – ملا بختيار

## وفيات

### يناير
- 1 يناير – صدر الدين الصدر (مواليد 1881) موظف ديني عراقي.
- 1 يناير – محمد حسين آل كاشف الغطاء (مواليد 1877)

### أكتوبر
- 20 أكتوبر – حسن السبتي (مواليد 1881) شاعر عراقي.